# Агішти
Агішти (рос. Агишты) — село у Шалінському районі Чечні Російської Федерації.
Населення становить 1487 осіб (2019). Входить до складу муніципального утворення Агіштинське сільське поселення.

## Історія
Згідно із законом від 20 лютого 2009 року органом місцевого самоврядування є Агіштинське сільське поселення.

## Населення
| 1990  | 2002  | 2010  | 2012  | 2013  | 2014  | 2015  |
| ----- | ----- | ----- | ----- | ----- | ----- | ----- |
| 1468  | ↗2530 | ↘1227 | ↗1283 | ↗1348 | ↗1399 | ↗1435 |
| 2016  | 2017  | 2018  | 2019  |       |       |       |
| ↗1467 | ↗1476 | ↗1485 | ↗1487 |       |       |       |